# Chris Reifert
Chris Reifert (ur. 23 lutego 1969) – amerykański muzyk, perkusista oraz wokalista. Znany głównie z występów w grupie muzycznej Death w latach 1986-1987 oraz grupach Autopsy, Abscess, The Ravenous, EatMyFuk, Doomed. 
Jeden z ulubionych przez muzyka przepisów kulinarnych ukazał się w 2009 roku w książce Hellbent For Cooking: The Heavy Metal Cookbook (Bazillion Points, ISBN 978-0979616372). Ponadto w książce znalazły się przepisy nadesłane przez takich muzyków jak: Marcel Schirmer (Destruction), Jeff Becerra (Possessed), John Tardy (Obituary) czy Andreas Kisser (Sepultura).

## Dyskografia
- Death - Scream Bloody Gore (1987)
- Abscess - Urine Junkies (1995)
- Abscess - Seminal Vampires & Maggot Men (1996)
- Abscess - Tormented (2000)
- The Ravenous - Assembled In Blasphemy (2000)
- Abscess - Through The Cracks Of Death (2002)
- The Ravenous - Three On A Meathook (2002)
- EatMyFuk - Wet Slit And A Bottle Of Whiskey (2003)
- Murder Squad - Ravenous Murderous (2003)
- The Ravenous - The Blood Delirium (2004)
- Abscess - Damned and Mummified (2004)
- Abscess - Horrorhammer (2007)
- Abscess - Dawn of Inhumanity (2010)